# Asparuh Peak
Asparuh Peak (in lingua bulgara: Аспарухов връх, Asparuhov Vrah) è un picco montuoso situato nella parte orientale dell'Isola Livingston, nelle Isole Shetland Meridionali, in Antartide.
Il picco, alto 760 m, fa parte del Bowles Ridge ed è collegato al Melnik Ridge dal valico Yankov Gap, posto a 575 m di altitudine.
La denominazione è stata assegnata in onore del Knjaz (capo o duca) Asparuh (668–700), fondatore del Primo Impero bulgaro, che nel 681 estese il suo dominio ai territori compresi tra i Monti Balcani e il Danubio.

## Localizzazione
Il picco è posizionato alle coordinate 62°36′47″S 60°09′14″W, 2,52 km a est del Monte Bowles, 1,26 km a sud del Melnik Peak e 1,96 km a ovest dell'Atanasoff Nunatak.

## Mappe
- L.L. Ivanov et al. Antarctica: Livingston Island and Greenwich Island, South Shetland Islands. Scale 1:100000 topographic map. Sofia: Antarctic Place-names Commission of Bulgaria, 2005.
- L.L. Ivanov. Antarctica: Livingston Island and Greenwich, Robert, Snow and Smith Islands. Scale 1:120000 topographic map.  Troyan: Manfred Wörner Foundation, 2009.